# Bitka pri Akciju
Bitka pri Akciju 2. septembra 31 pr. n. št. je bila odločilna pomorska bitka med Oktavijanom in združeno vojsko Marka Antonija in Kleopatre VII. v Jonskem morju pri Akciju (latinsko Actium) v rimski provinci Epir pri današnji Prévezi v Grčiji.
Mark Antonijeva vojska, ki naj bi štela 100.000 pešakov in 12.000 konjenikov, je poleti 31 pr. n. št. taborila na polotoku južno od ožine, ki je vodila v Ambracijski zaliv. Njegovo ladjevje približno 170 velikih in 200 majhnih ladij je bilo zasidrano v Ambracijskem zalivu. Oktavijanova vojska s približno 80.000 pešaki  je taborila severno od ožine, njegovo ladjevje s približno 260 ladjami pod poveljstvom Marka Vipsanija Agripe pa je blokiralo izhod Antonijevega ladjevja na odprto morje. Grki so na Oktavijanovo spodbudo presekali Antonijeve oskrbovalne poti.
Antonijeva vojska je trpela zaradi pomanjkanja hrane, zato se je Antonij pod Kleopatrinim vplivom in z njeno pomočjo odločil za preboj skozi morsko ožino. Zgodaj zjutraj 2. septembra 31 pr. n. št. je izplul z ladjami, opremljenimi s katapulti, ki so bili manj učinkoviti kot Oktavijanovi in napadel Agripo.
Bitka je bila dolgo časa neodločena, dokler se ni Kleopatra iz neznanega vzroka odločila, da se s svojimi 60 ladjami umakne z bojišča. Z njo je odšel tudi Mark Antonij, kar je dotolklo moralo njegove vojske. Njegovo ladjevje se je borilo do poznega popoldneva in se nato umaknilo v Ambracijski zaliv, kjer se je po sedmih dneh vdalo.
Zmaga je Oktavijanu omogočila utrditev oblasti v Rimu in rimskih provincah. Privzel je naslov princeps (prvi med enakimi) in bil nekaj let kasneje v senatu nagrajen z naslovom Augustus (globoko spoštovan). Naslov se je kasneje spremenil v ime, po katerem je znan še danes. Njegov prihod na položaj rimskega vladarja  je pomenil konec Rimske republike in začetek Rimskega cesarstva.

## Sklic
1. ↑  P.K. Davis, 100 Decisive Battles from Ancient Times to the Present: The World’s Major Battles and How They Shaped History, Oxford, Oxford University Press, 1999, str. 63.